# Daniel Sellberg

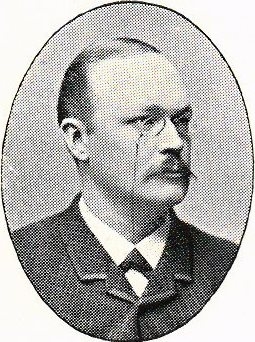
Daniel Sellberg

Daniel Sellberg, född 23 augusti 1855 i Falu Kristine församling, Falun, död 3 juni 1916 i Katarina församling, Stockholm, var en svensk psykiater.

## Biografi
Sellberg avlade mogenhetsexamen i Falun 1875 och blev medicine licentiat 1887. Efter åtskilliga förordnanden dels som stipendiat i Fältläkarkåren, dels som civil läkare blev han 1888 biträdande läkare vid Växjö hospital, 1897 asylläkare vid Lunds asyl och 1899 asylläkare vid Uppsala asyl. Han utnämndes 1900 till överläkare vid Härnösands hospital, men övergick 1904 till motsvarande befattning vid det då nyanlagda Vänersborgs hospital och asyl, på vilken han kvarstod fram till pensioneringen 1915.
Sellberg var en av sin tids främsta svenska psykiatrer. Han hade även en avsevärd organisationsförmåga och var därigenom framstående även som ledare för en av landets största vårdanstalter för sinnessjuka. Han är gravsatt på Norra Vrams kyrkogård.